# قوعائيات
القوعائيات (الاسم العلمي: Fundulidae)، فصيلة أسماك من شعاعيات الزعانف وأسماك القنص الشمال أمريكية.